# Gendarmeria serba
La Gendarmeria serba (in serbo Жандармерија / Žandarmerija) è un'unità organizzativa della Polizia serba. Essa ricopre una funzione simile a quella dell'Arma dei carabinieri in Italia, con la differenza che non appartiene alle forze armate bensì alla polizia.

## Attività
La Gendarmeria serba si occupa di pianificare, organizzare ed eseguire i compiti di sicurezza più complessi in tutto il territorio della Repubblica di Serbia, in particolare nei seguenti casi:
- soppressione del terrorismo;
  - individuazione dei reati terroristici e arresto dei loro fautori;
  - attività preventiva di anti-terrorismo;
  - azioni dirette, con l'obiettivo di eliminare i gruppi terroristici e distruggere le reti terroristiche organizzate;
- mantenimento dell'ordine pubblico e della pace in situazioni di alto rischio;
  - protezione degli incontri pubblici di alto rischio;
  - stabilimento dell'ordine pubblico e della pace deteriorati in misura maggiore;
  - soppressione delle rivolte nelle carceri;
- assistenza in casi di emergenza - servizi di emergenza;
  - assistenza in caso di pericolo pubblico;
  - rimozione delle conseguenze causate dalle calamità naturali;
  - assistenza per incidenti su acqua e su terra (trasporto stradale, ferroviario e aereo);
  - formazione e istruzione dei membri delle strutture di sicurezza.

## Organizzazione
L'unità è composta dal Comando, che si trova a Belgrado, e da quattro squadre: a Belgrado, Niš, Kraljevo e Novi Sad. Tutte le squadre hanno la propria area designata di responsabilità, ma se necessario possono operare sul territorio dell'intera nazione.

## Galleria d'immagini

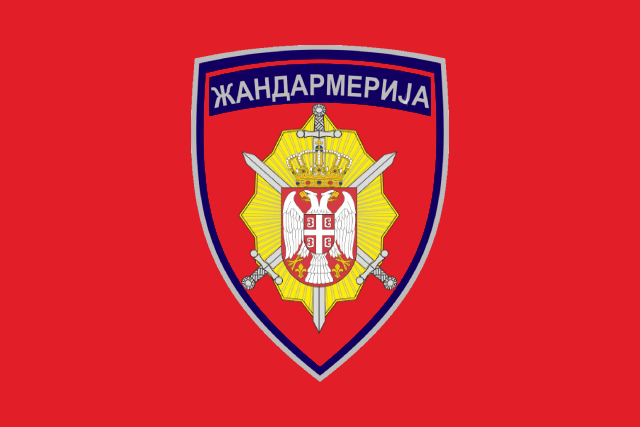
Bandiera della Gendarmeria serba
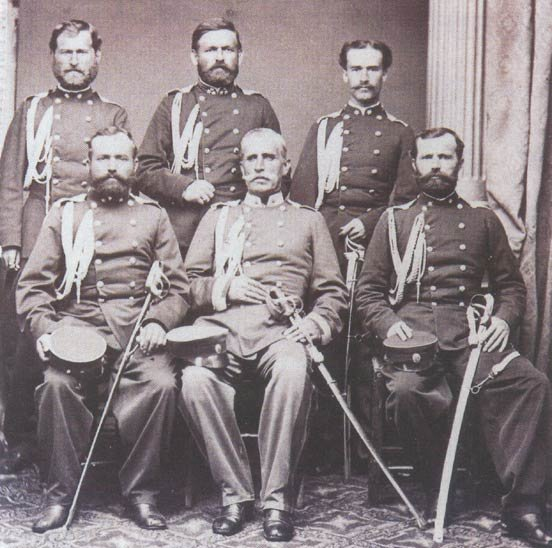
Ufficiali della Gendarmeria serba nel 1865
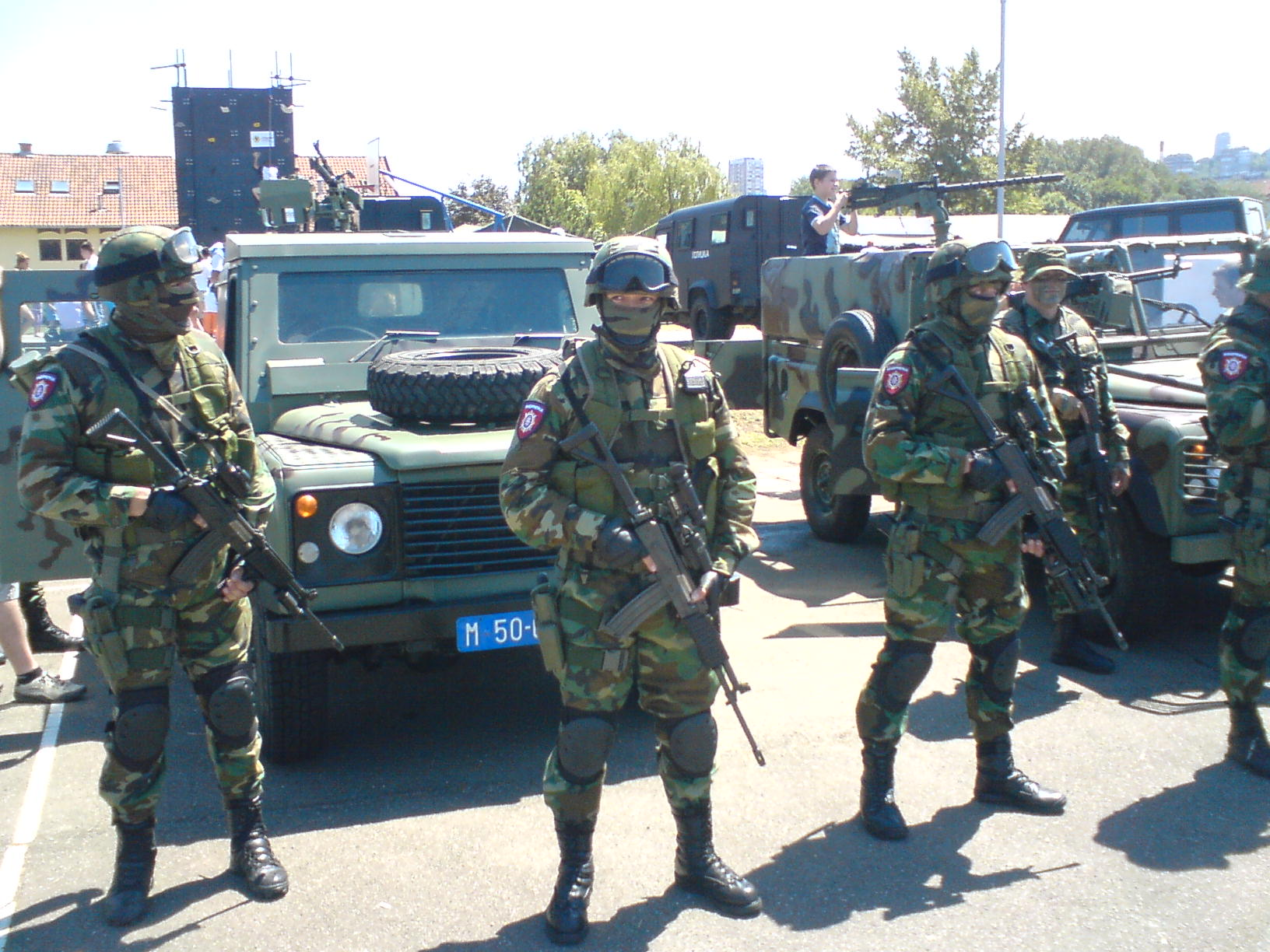
Membri della Gendarmeria serba
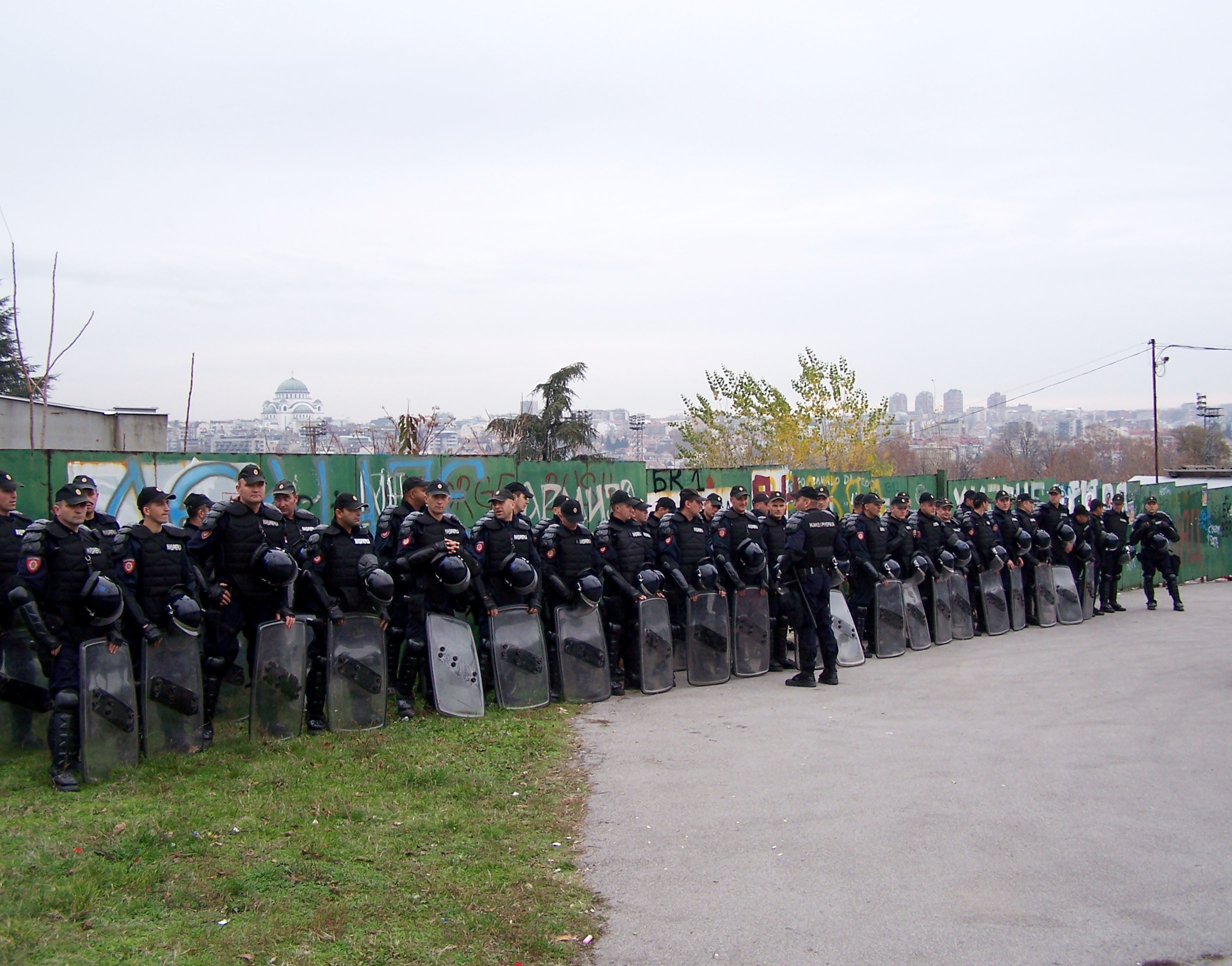
La Gendarmeria di fronte allo stadio Stella Rossa di Belgrado
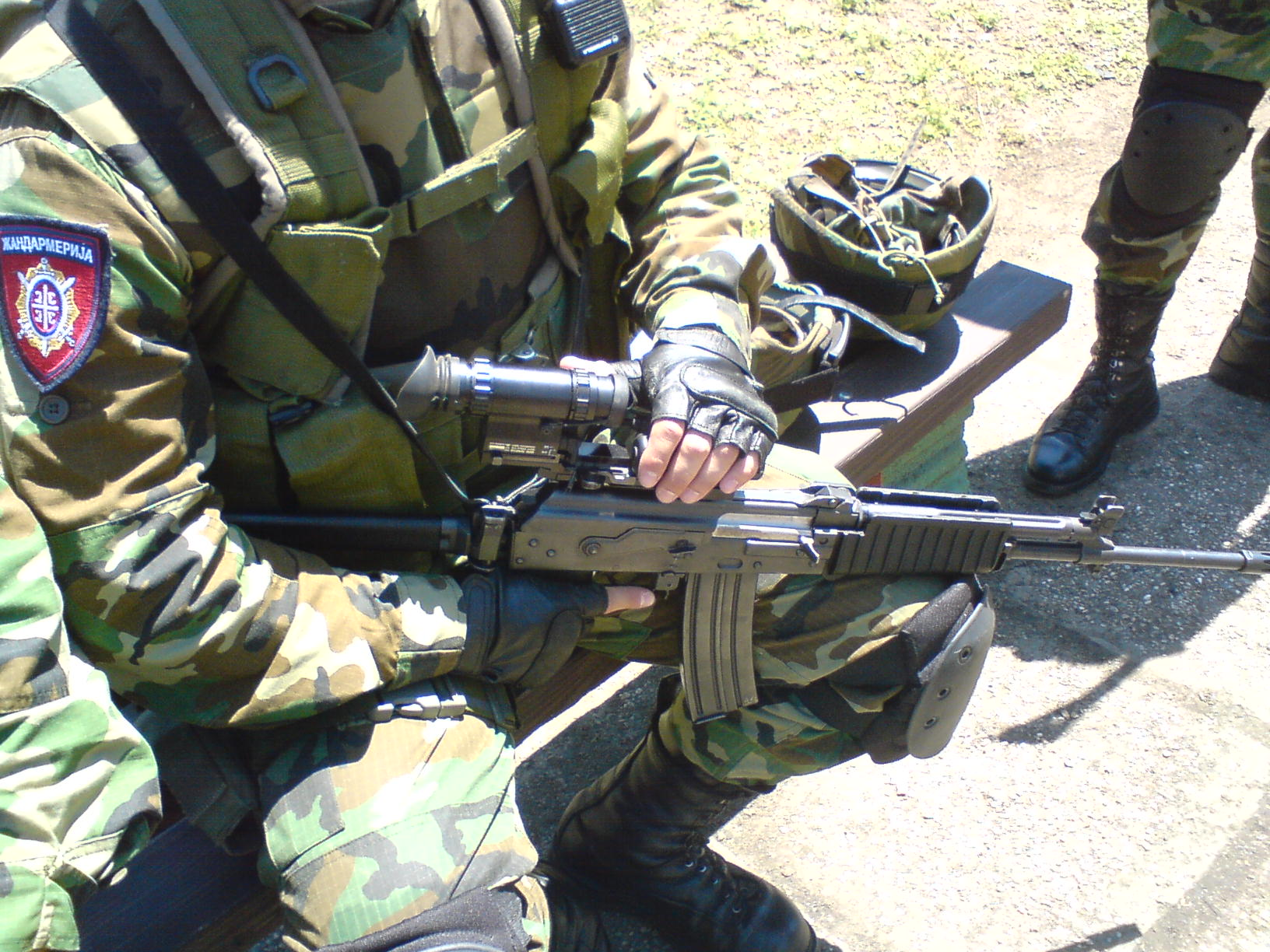
Fucile M21
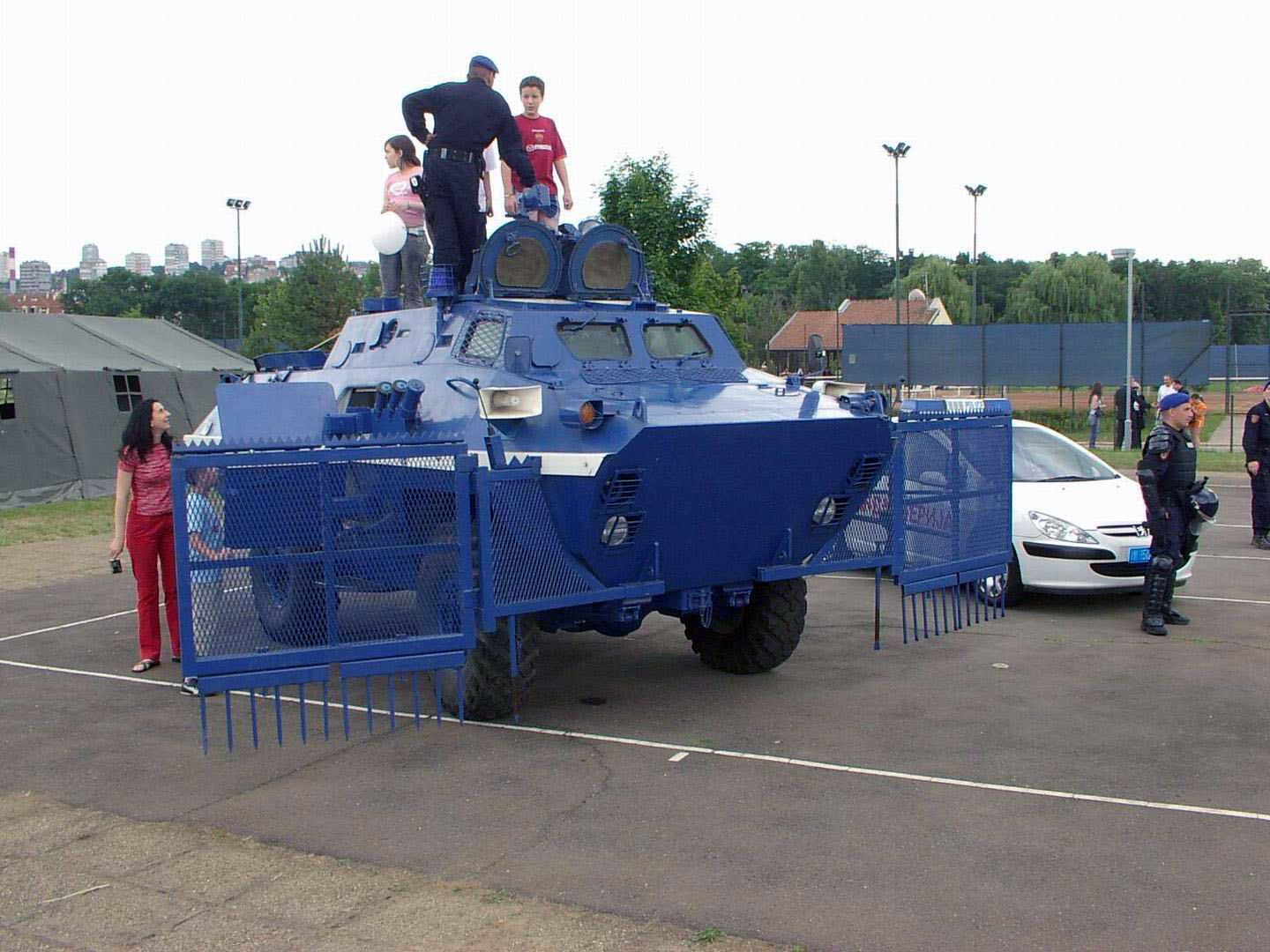
BOV-M
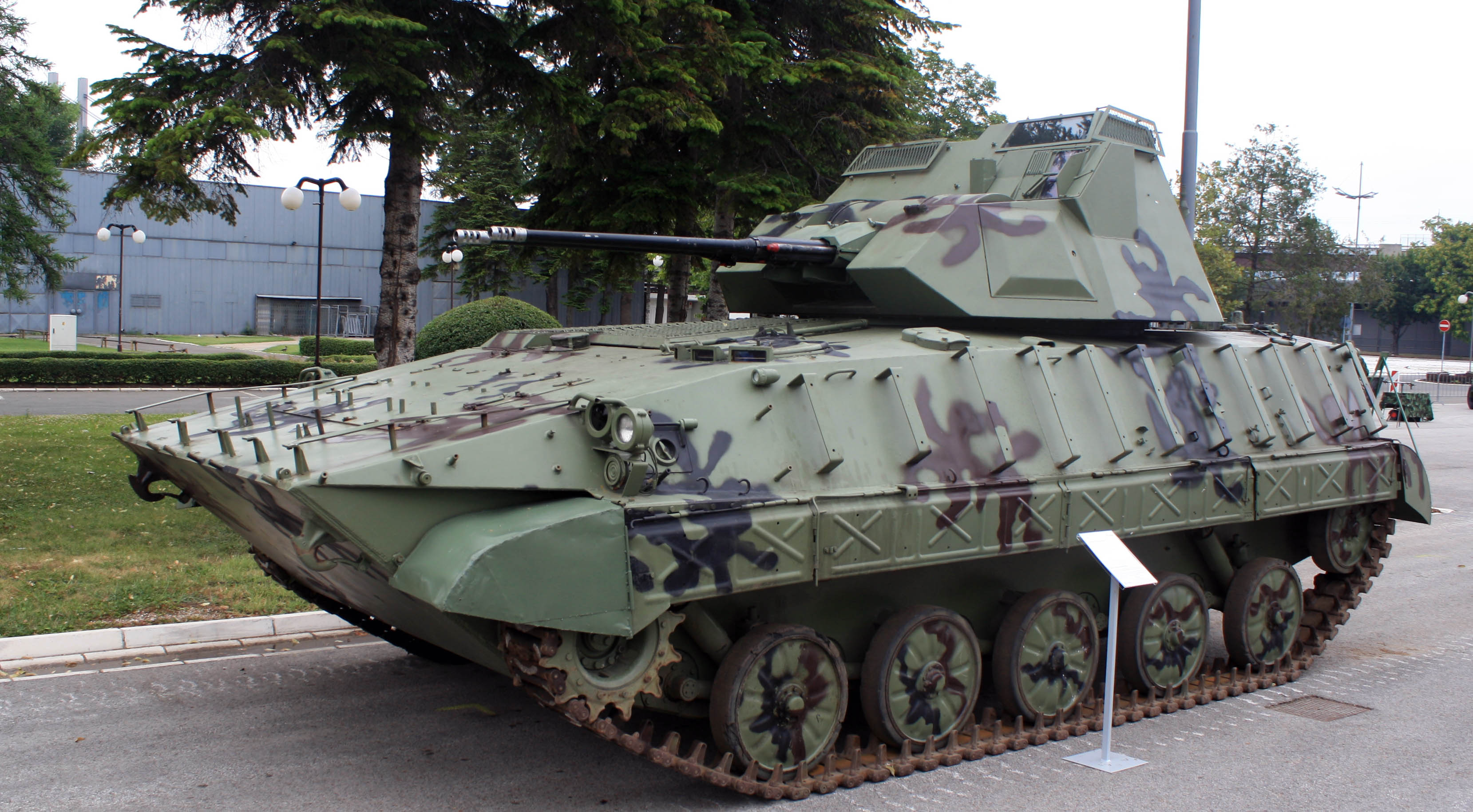
Cannone antiaereo semovente Foka
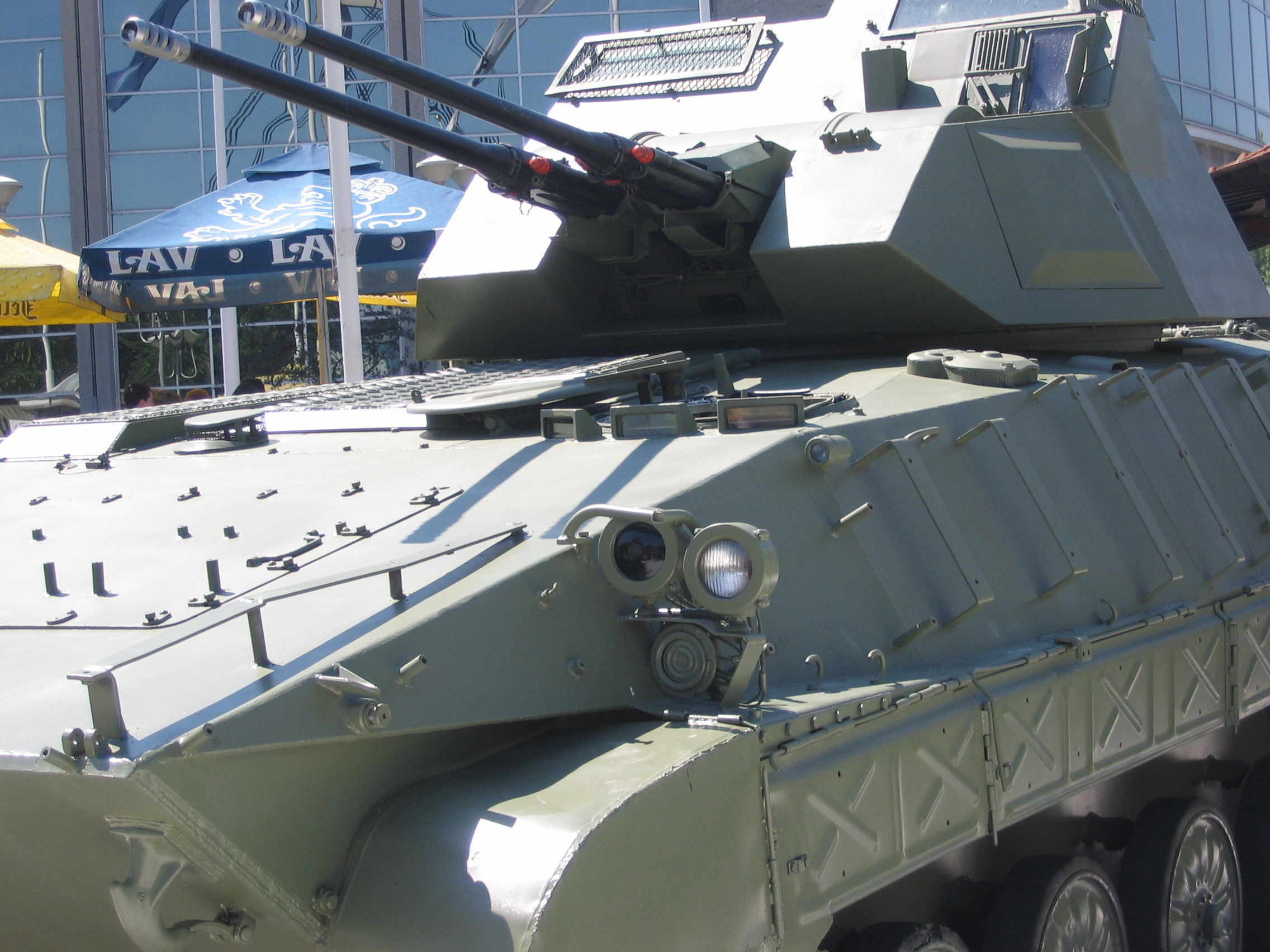
SPAT 2/30 M-80
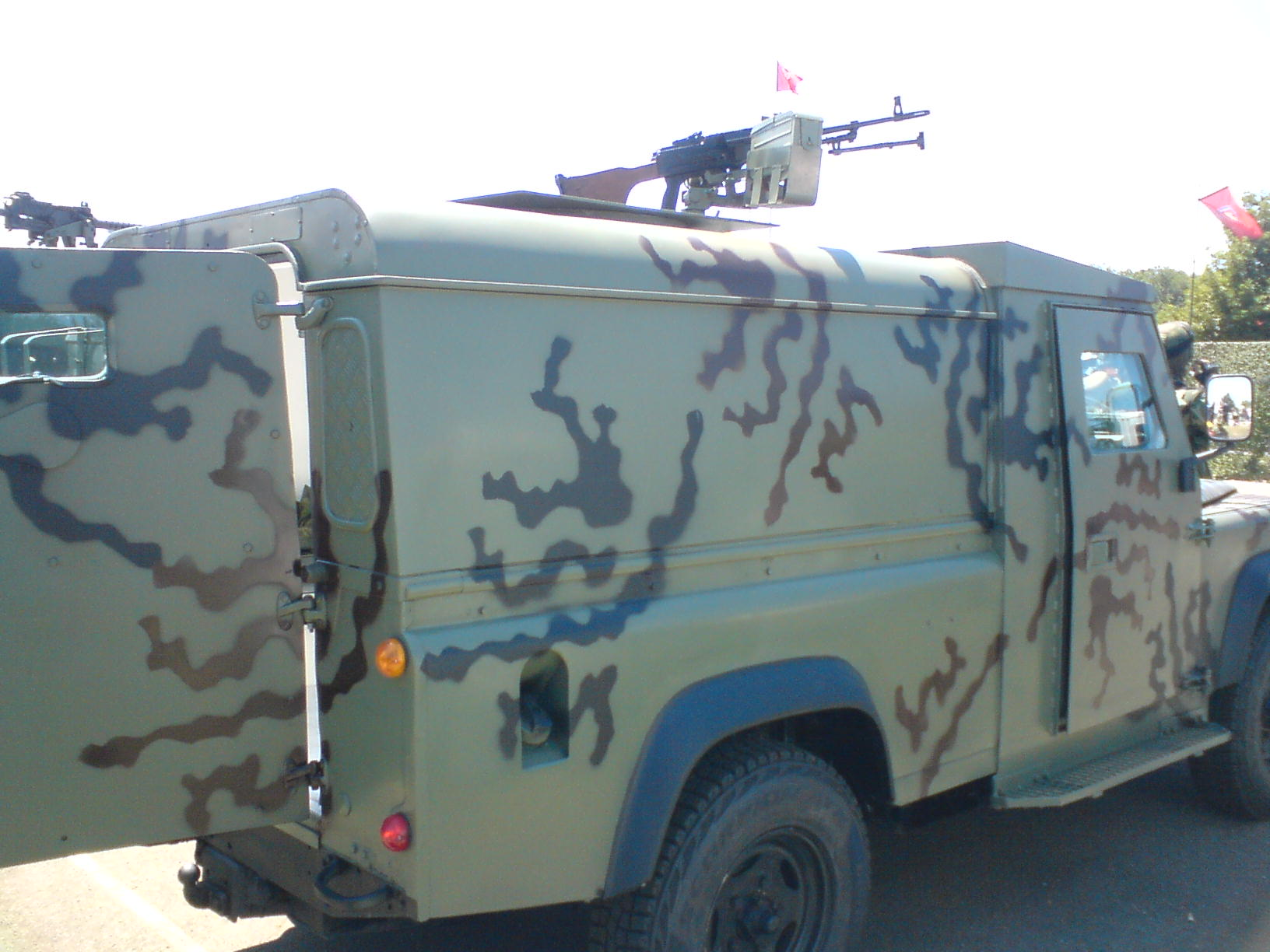
Land Rover
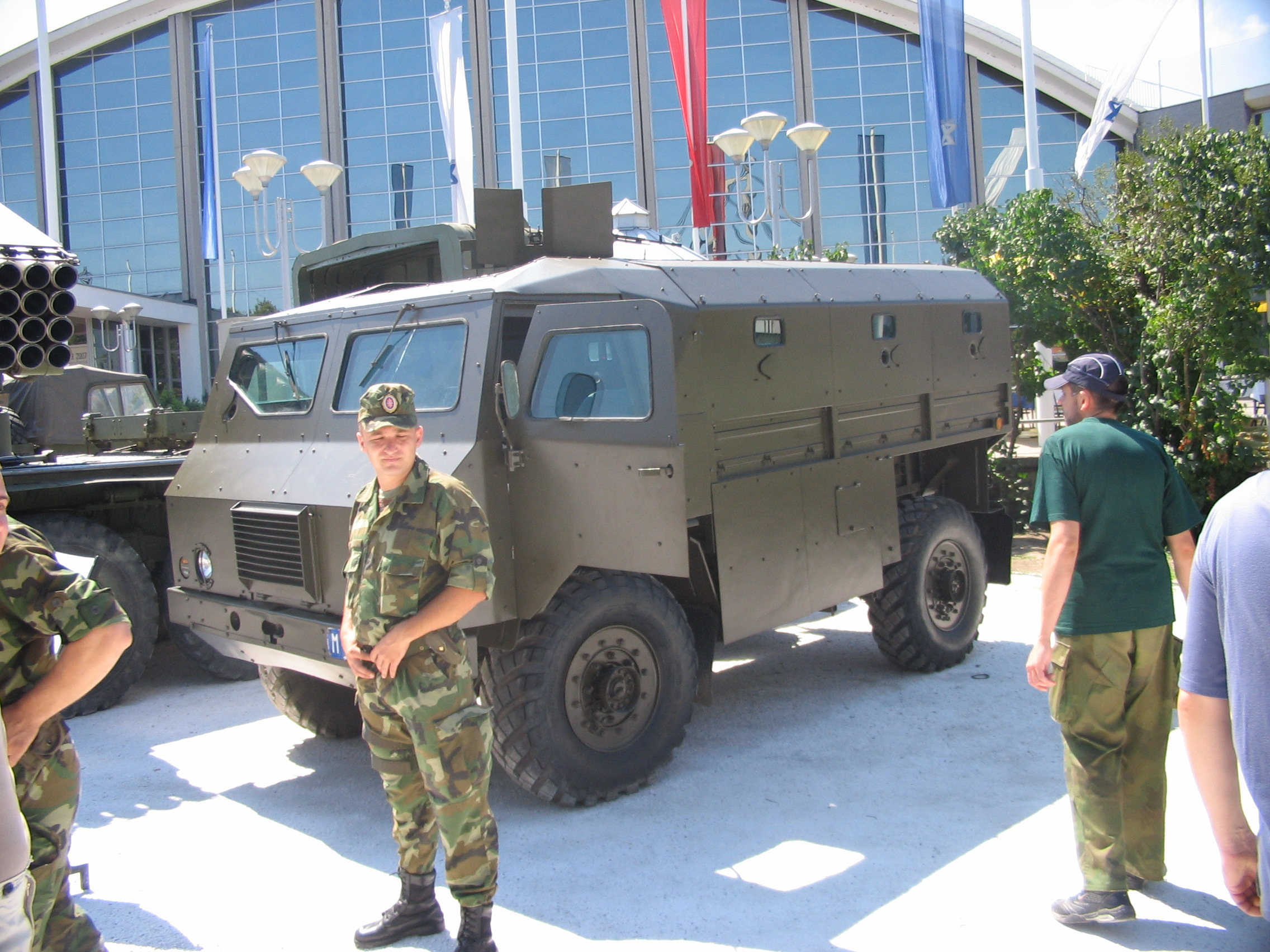
TAM-110
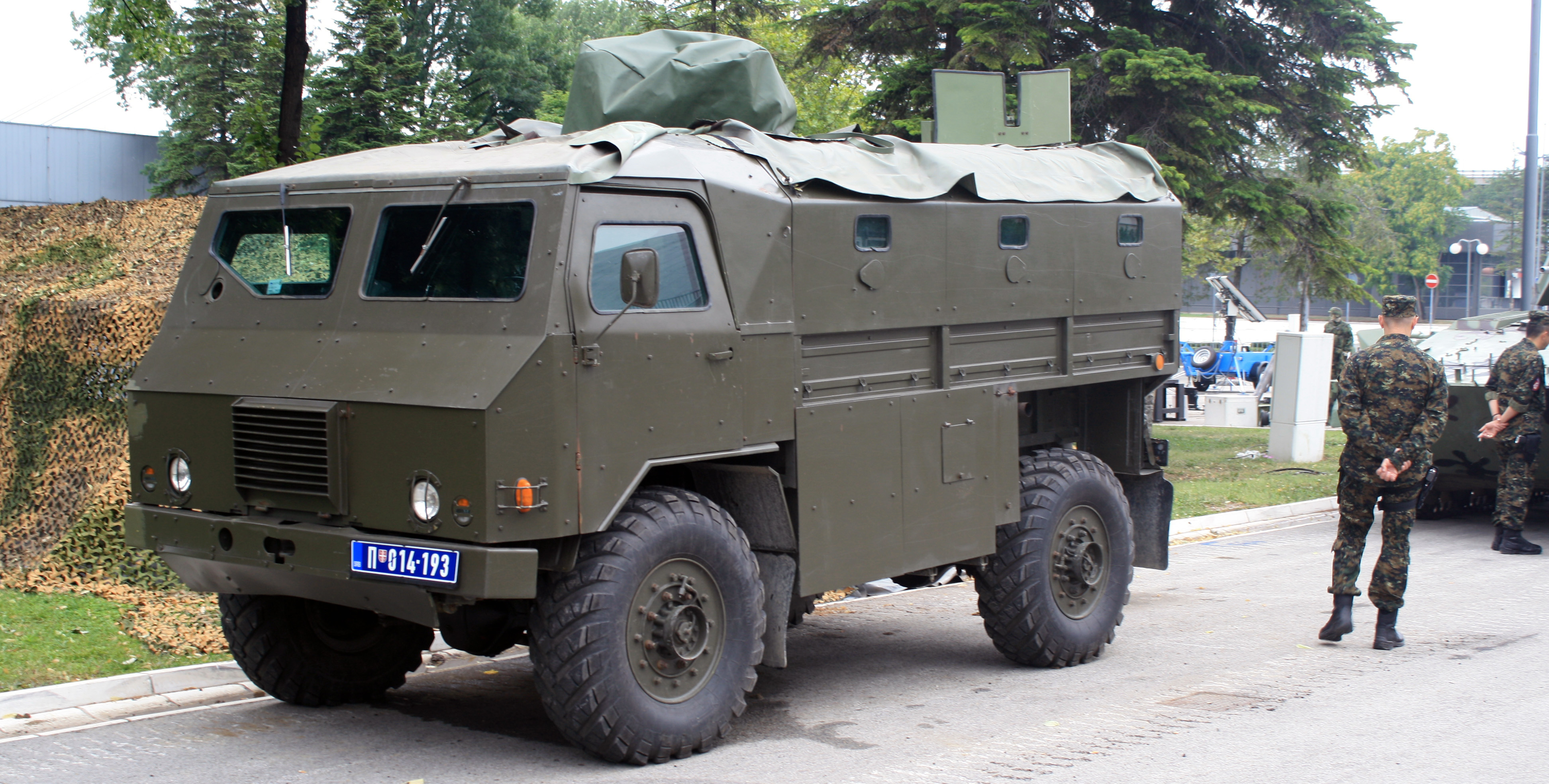
TAM-110 Ris
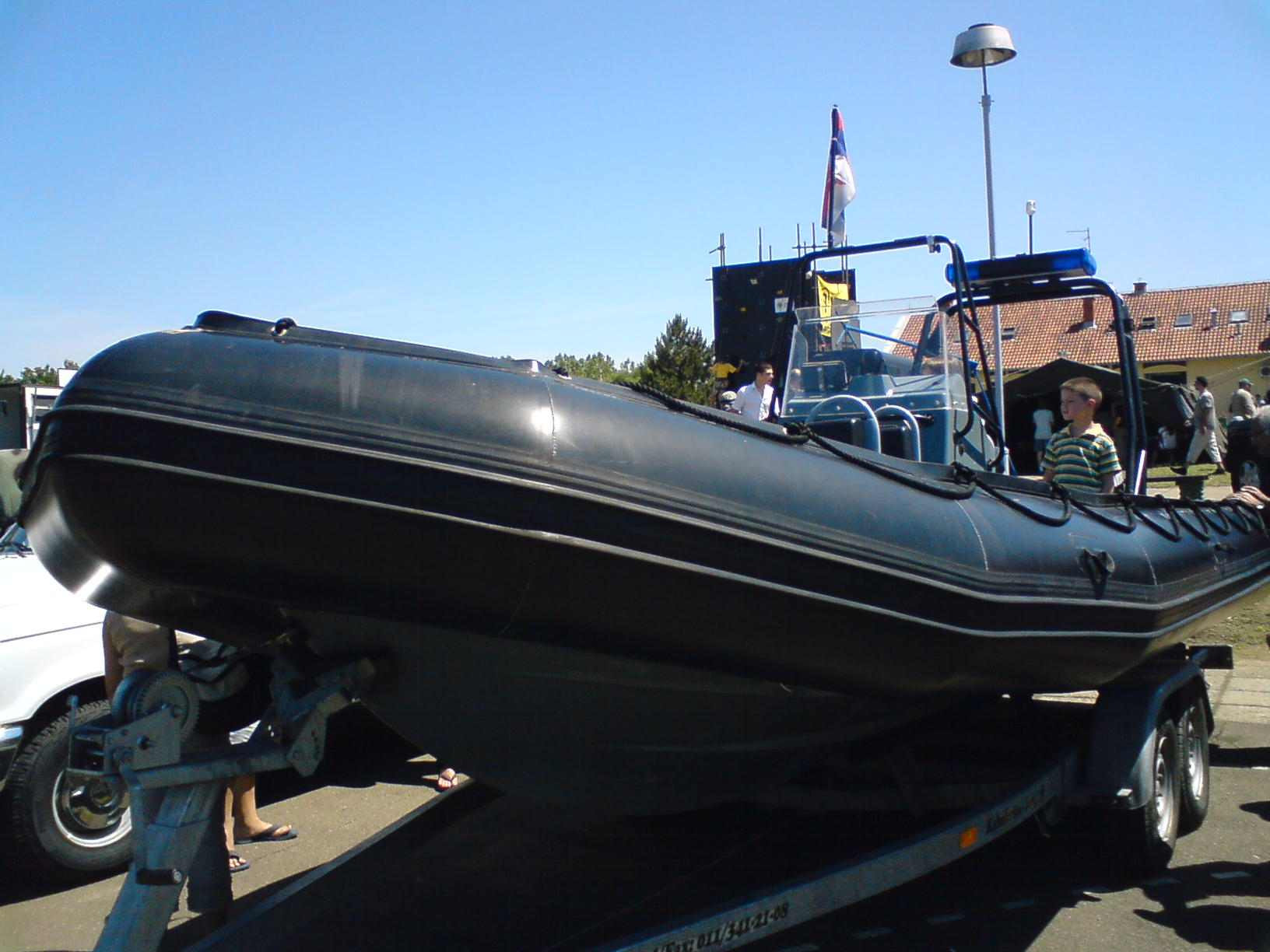
Motovedetta Zodiac